# Komitát Čanád

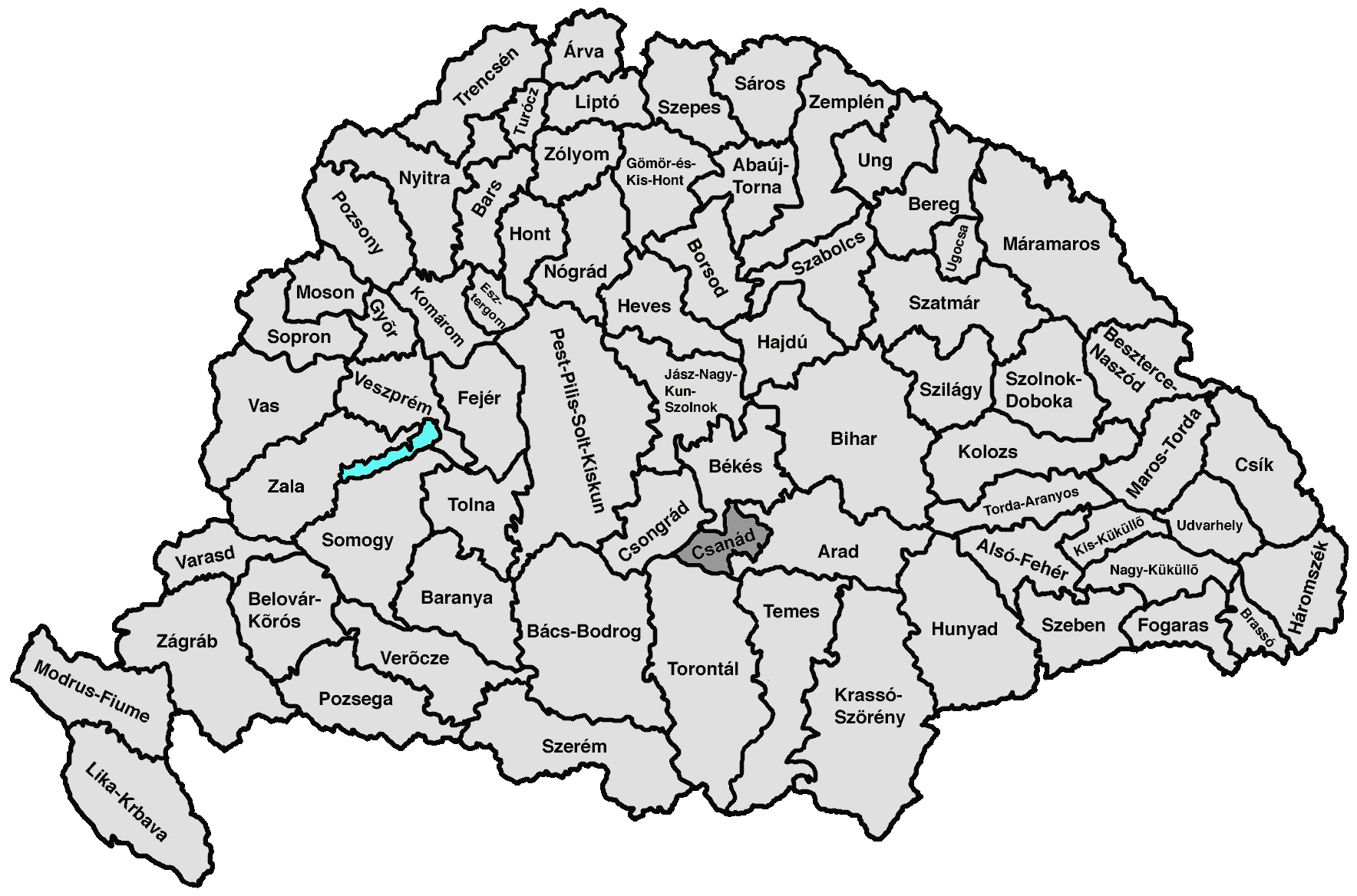
Poloha župy Čanád (tmavě šedá) v Uhersku

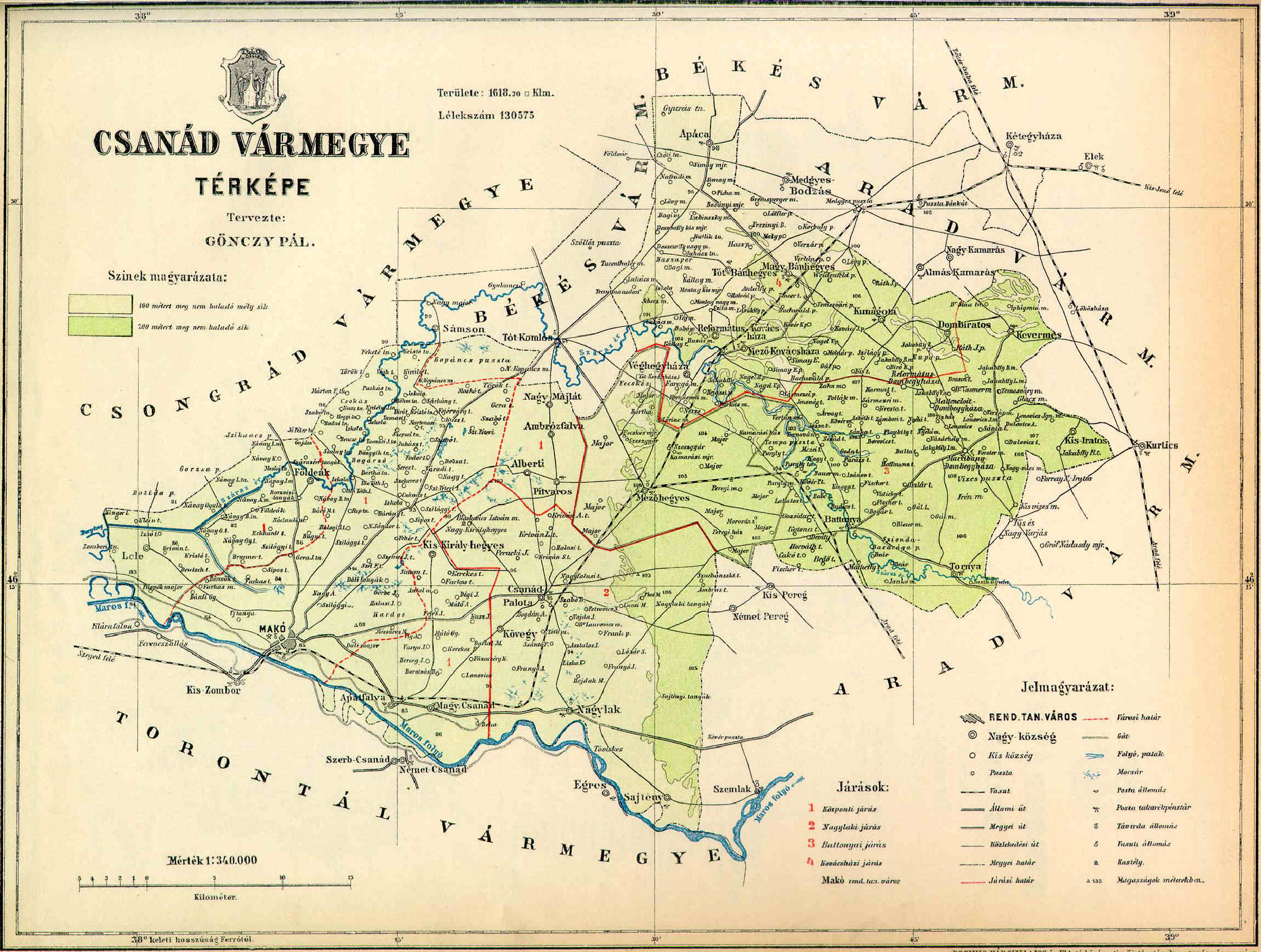
Komitát Čanád (1891)

Komitát neboli župa Čanád, maďarsky Csanád vármegye, latinsky comitatus Chanadiensis, je historické území a bývalá správní jednotka v někdejším Uhersku, dnes na jihovýchodním pohraničí Maďarska (okolí měst Makó, Mezőkovácsháza, Battonya) s drobným přesahem do Rumunska. Území je rozděleno mezi župy Csongrád-Csanád a Békés, rumunská část náleží župě Arad. Čanád patřil (v moderní době) k menším uherským župám (1 715 km²), hlavním městem bylo Makó. Sousedil s komitáty Csongrád, Békés, Arad a Torontál.

## Historie
Čanád patří k nejstarším uherským lokalitám, vznikl už v 10. století, a také biskupství Čanád vzniklo jako jedno z prvních v Uhrách. Nazývá se podle stejnojmenného hradu, který zase získal jméno podle svého prvního majitele Csanáda, bratrance (nebo snad synovce) krále Štěpána I. Středověký rozsah čanádské stolice (župy) byl podstatně větší než novověký, který po znovudobytí těchto území na Osmanské říši zůstal redukován na území severně od řeky Maruše. Poté, co Trianonská mírová smlouva učinila z dosud hluboko vnitrozemského Čanádu pohraniční maďarské území, byl roku 1923 spojen s malými zbytky žup Torontál a Arad do župy Csanád-Arad-Torontál s centrem v Makó. Pro účely komunistické administrativní reformy roku 1950 bylo však toto území příliš malé a neprakticky rozložené, a bylo tedy zhruba rozpůleno mezi staronové župy Csongrád a Békés.
Po pádu komunismu byly roku 1990 názvy některých maďarských žup rozšířeny podle všech historických území, která pokrývají (např. Komárom na Komárom-Esztergom). Čanádu se to však nedotklo, i proto, že nebylo zřejmé, ke kterému celku by se měl jeho název přidat. Zůstával tak jedinou historickou župou ležící převážně v Maďarsku a přitom nijak nezmíněnou v názvech správních celků. Počátkem 21. století však zesílily politické snahy zohlednit historii tohoto území rozšířením názvu župy Csongrád (která obsahuje mírně větší část někdejšího Čanádu včetně jeho střediska) na Csongrád-Csanád(-Torontál). Nakonec bylo rozhodnuto, že od 4. června 2020 (den 100. výročí podpisu Trianonské smlouvy) ponese župa Csongrád název Csongrád-Csanád.